# دروغ‌های پنهان در باغچه من
دروغ‌های پنهان در باغچه من (انگلیسی: Lies Hidden in My Garden; کره‌ای: 마당이 있는 집) یک مجموعه تلویزیونی کره جنوبی سال ۲۰۲۳ با بازی کیم ته-هی، لیم جی یون، کیم سونگ-اوه و چوی جه ریم است. این مجموعه بر پایه رمانی با همین به نویسندگی کیم جین یونگ و دربارهٔ دو زنی است که زندکی‌های کاملاً متفاوتی دارند. این مجموعه یک درام اریجینال جینی تی‌وی است و برای استریم در پلتفرم خودش و همچنین در نتفلیکس، آمازون پرایم ویدئو، آی‌چی‌یی و ویکی در مناطق منتخب قابل دسترسی است. دروغ‌های پنهان در باغچه من از ۱۹ ژوئن تا ۱۱ ژوئیه ۲۰۲۳، روزهای دوشنبه و سه‌شنبه ساعت ۲۲:۰۰ (کی‌اس‌تی) از ئی‌ان‌ای برای ۸ قسمت پخش شد.